# 卒業〜虹色DAYS〜
卒業〜虹色DAYS〜（そつぎょう にじいろデイズ）はスパークリング☆ポイントの6thシングル。

## 内容
- 関西テレビ系「トミーズのはらぺこ亭」エンディングテーマ。
- タイトルどおり卒業をイメージした内容となっている。
- PVでは、毎日アドベンチャー同様に3人とも制服姿である[1]。
- この作品の頃から3人のパート割が均等ではなくなり始める。

## 批評
CDジャーナルは「メンバーの二人が2006年春高校卒業という現実と、アイドル全盛時の80年代風の超ポップ・サウンドが相まって甘酸っぱくて微炭酸な卒業ソング」と評した。

## 収録曲
全作詞:スパークリング☆ポイント
1. 卒業〜虹色DAYS〜
作曲:徳永暁人 編曲:小澤正澄
  - 関西テレビ放送ほか「トミーズのはらぺこ亭」エンディング・テーマ曲
  - 全国31局ネット「MU-GEN 〜Music Generations〜」1月度オープニングテーマ
2. シャナナナ〜♪花歌まじりで
作曲:山本玲 編曲:津久井箇人
3. アテンション プリ〜ズ！
作曲・編曲:長倉淳